# Trolltjärnen (Solleröns socken, Dalarna)
Trolltjärnen är en sjö i Mora kommun i Dalarna och ingår i Dalälvens huvudavrinningsområde. Sjön har en area på 0,0669 kvadratkilometer och ligger 327,2 meter över havet.

## Delavrinningsområde
Trolltjärnen ingår i det delavrinningsområde (673997-141775) som SMHI kallar för Utloppet av Säxen. Medelhöjden är 315 meter över havet och ytan är 35,16 kvadratkilometer. Räknas de 8 avrinningsområdena uppströms in blir den ackumulerade arean 88,27 kvadratkilometer. Drafsån som avvattnar avrinningsområdet har biflödesordning 4, vilket innebär att vattnet flödar genom totalt 4 vattendrag innan det når havet efter 367 kilometer. Avrinningsområdet består mestadels av skog (62 procent) och sankmarker (19 procent). Avrinningsområdet har 5,39 kvadratkilometer vattenytor vilket ger det en sjöprocent på 15,3 procent.